# Bitwa na placu Muranowskim

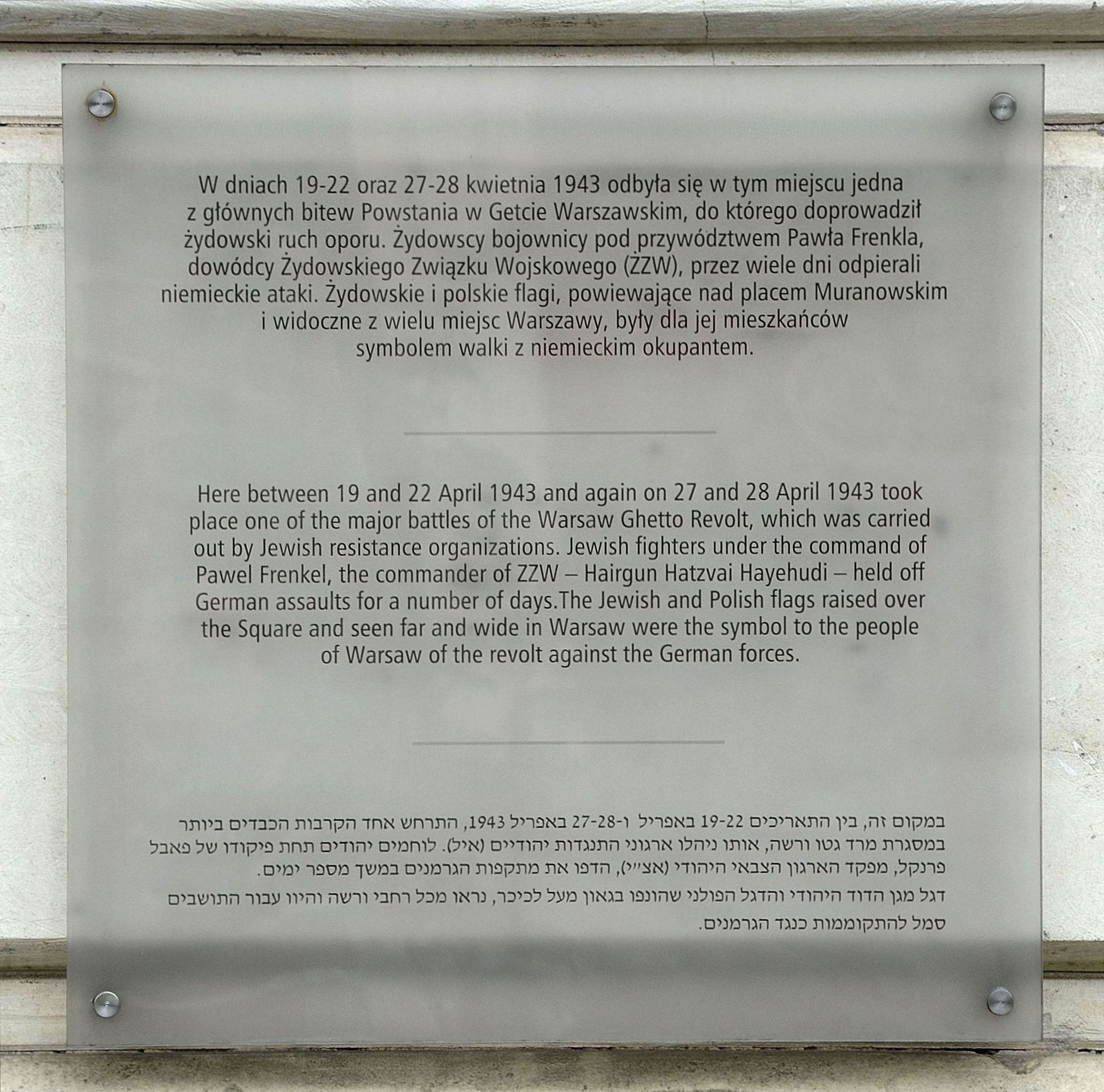
Tablica upamiętniająca walki ŻZW na placu Muranowskim (ul. Muranowska 1)

Bitwa na placu Muranowskim – bitwa pomiędzy oddziałami Żydowskiego Związku Wojskowego (ŻZW) a wojskami III Rzeszy, która odbyła się w czasie powstania w getcie warszawskim w dniach 19–22 kwietnia 1943 roku. Walki pomiędzy pacyfikacyjnymi siłami niemieckimi pod dowództwem Jürgena Stroopa, dokonującymi likwidacji getta, a żydowskimi siłami powstańczymi ŻZW pod dowództwem Pawła Frenkela miały miejsce na nieistniejącym już placu Muranowskim.
Według relacji dwóch żołnierzy Kadry Bezpieczeństwa – Władysława Zajdlera i Henryka Iwańskiego – walki zostały wznowione 27–28 kwietnia 1943 i uczestniczyć miał w nich wtedy polski oddział Kadry Bezpieczeństwa.

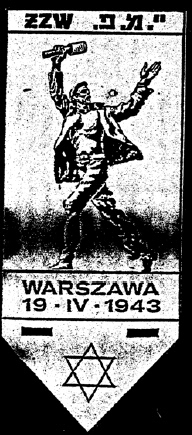
Proporczyk Żydowskiego Związku Wojskowego

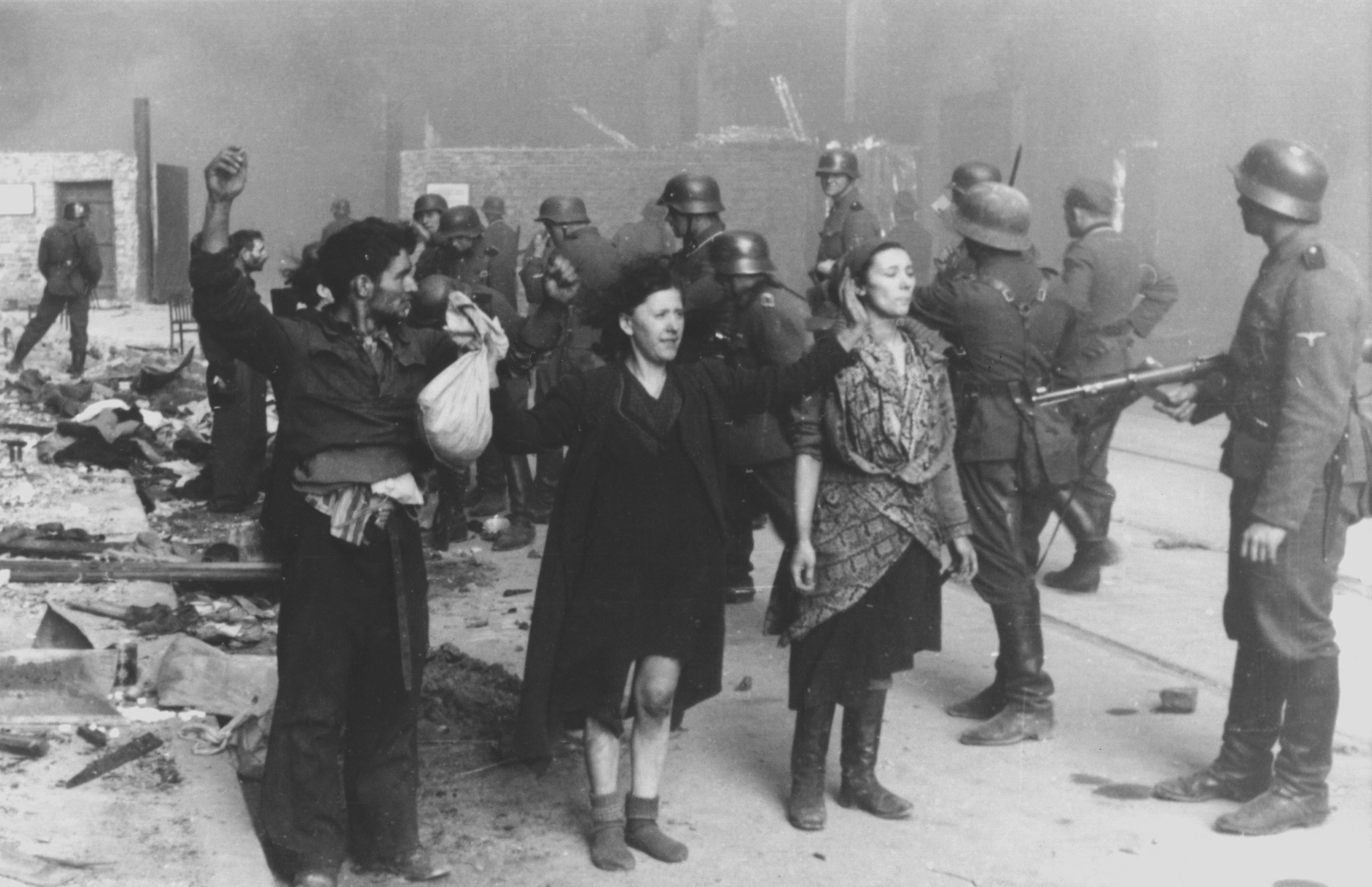
Fotografia z Raportu Stroopa. Oryginalny niemiecki podpis: „Ci bandyci stawiali zbrojny opór”.

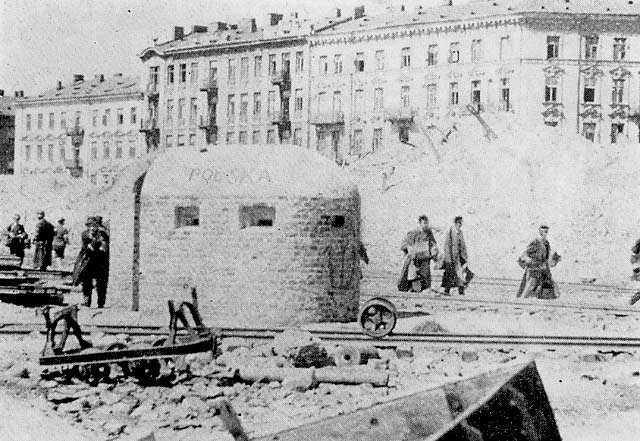
Domy przy ulicy Muranowskiej 6-10 w czasie powstania warszawskiego w 1944.

## Historia

### Geneza
W warszawskim getcie istniały dwie grupy zbrojnego oporu: istniejący od 1939 i powiązany z prawicowymi Syjonistami-Rewizjonistami Żydowski Związek Wojskowy (ŻZW) i powstała po przeprowadzonej przez Niemców latem 1942 wielkiej akcji deportacyjnej, powiązana z lewicowym Bundem, Żydowska Organizacja Bojowa (ŻOB). Organizacje te, ze względu na różnice polityczne, nie doszły do porozumienia w kwestii połączenia sił (będący w większości ŻOB zaproponował rewizjonistom przyłączenie się do swoich szeregów pojedynczo, nie jako osobna organizacja). Według relacji Marka Edelmana, na kilka dni przed wybuchem powstania doszło w getcie do spotkania między dwoma ugrupowaniami zbrojnymi Żydów. Oprócz Edelmana, ŻOB reprezentowali również Mordechaj Anielewicz i Icchak Cukierman. Jak podaje Edelman, bojownicy z ŻZW wyjęli rewolwery i – szantażując członków ŻOB-u – starali się wymusić na nich podporządkowanie swojej organizacji. Pomiędzy dwoma ugrupowaniami doszło do szamotaniny i strzelaniny, w której szczęśliwie nikt nie został ranny. Bojowcy nie doszli do porozumienia, jednak później – z przyczyn pragmatycznych – podjęli ograniczoną współpracę wojskową, dzieląc strefy wpływów przy obronie terenu getta w razie kolejnego wejścia na jego teren wojsk niemieckich.
Rejonem działań militarnych Żydowskiego Związku Wojskowego była okolica nieistniejącego obecnie placu Muranowskiego, leżącego pomiędzy ul. Muranowską i nieistniejącą również dzisiaj ulicą Nalewki, w warszawskiej dzielnicy Muranów (miejsce to odpowiada współcześnie istniejącemu skrzyżowaniu ul. Stawki i ul. Józefa Lewartowskiego). Przy ul. Muranowskiej 7 mieściła się kwatera główna ŻZW. Oddziały Związku podzieliły się na trzy grupy – dwie z nich broniły tzw. szopów – fabryk w których pracowali więźniowie getta, znajdujących się poza murem getta, pomniejszonego po akcji likwidacyjnej. Trzecia grupa, znacznie większa, rozlokowała się właśnie na placu Muranowskim, gdzie sześć oddziałów, liczących po 20 żołnierzy, obsadziło domy na ul. Muranowskiej z numerami 1, 3, 5, 7–9 i 40. Pozycje ŻZW stykały się ze stanowiskami ŻOB, obsadzającego domy przy ul. Zamenhofa, Miłej, Gęsiej i Nalewkach. Oddziały ŻZW na pl. Muranowskim dysponowały świetnie, jak na trudne warunki, uzbrojonym arsenałem, zlokalizowanym w opuszczonym domu na ul. Muranowskiej 7. O przygotowaniach do powstania przez ŻZW pisze w swoim pamiętniku żydowski historyk oraz naoczny świadek Emanuel Ringelblum, który odwiedził ich kwaterę i był pod wrażeniem zgromadzonego przez nich arsenału broni. Widział różne rodzaje broni, zawieszone na ścianach, a także był świadkiem zakupu przez żydowskich bojowników ich kolejnej partii.

### Bitwa na placu Muranowskim
Walki na placu rozpoczęły się zaraz po rozpoczęciu powstania, 19 kwietnia 1943 roku, i trwały przez co najmniej 3 dni. Według relacji żołnierza i dowódcy ŻZW, Dawida Wdowińskiego, na domu ul. Muranowska 7–9, w którym znajdowała się kwatera główna ŻZW, wywieszono biało-niebieską flagę żydowską, która znajdować się tam miała jeszcze 5 dni po rozpoczęciu powstania. Według innych relacji, w miejscu tym powiewały dwie flagi: biało-niebieska żydowska oraz biało-czerwona flaga Polski; potwierdzają to relacje historyka Emanuela Ringelbluma, Władysława Bartoszewskiego oraz Alicji Kaczyńskiej, która odnotowała ten fakt w swoich wspomnieniach. O dwóch flagach mówi też raport Jürgena Stroopa oraz relacja Stroopa spisana przez jego powojennego współwięźnia, Kazimierza Moczarskiego, w „Rozmowach z katem”.
Pierwsze starcie miało miejsce, gdy oddziały niemieckie zbliżyły się od strony ul. Nalewki rano 19 kwietnia – powstańcy otworzyli do nich ogień z karabinów maszynowych i ręcznych, zmuszając hitlerowców do odwrotu, który nastąpił tego dnia po południu. W ciągu walk tego dnia dwaj dowódcy ŻZW, Paweł Frenkel i Leon Rodal, podeszli w przebraniach oficerów SS do zgrupowanego w pobliżu placu oddziału żołnierzy ukraińskich i zaatakowali ich z zaskoczenia, przełamując tym samym okrążenie oddziałów żydowskich i przywracając im łączność z resztą powstańców. Według Kazimierza Iranek-Osmeckiego, późniejszego szefa wywiadu Komendy Głównej AK, Niemcy po opanowaniu punktu oporu ŻOB na ulicy Gęsiej około godziny 16 natarli na pozycje ŻZW przy placu Muranowskim, dowodzone przez Pawła Frenkla.
W nocy z 19 na 20 kwietnia dowództwo ŻZW odbyło naradę, na której zdecydowano rozdzielić zapas broni pomiędzy wszystkich powstańców, tak aby nie wpadł w ręce hitlerowców w razie zdobycia przez nich arsenału. Ciężkie walki trwały przez następne dni, a po objęciu dowództwa nad wojskami hitlerowskimi przez Jürgena Stroopa jeszcze się zintensyfikowały, gdyż Niemcy stosowali taktykę niszczenia poszczególnych domów, paląc je i bombardując z ciężkich dział. Powstańcy, korzystając z ukrytych przejść pomiędzy domami, atakowali z zaskoczenia, jednak tracili tym samym łączność i kontaktować mogli się wyłącznie nocą. Czwartego dnia walk do oddziału na Muranowie dołączyła grupa ŻZW z szopu szczotkarzy na ul. Świętojerskiej, który został zdobyty przez pancerny oddział niemiecki. Według Wdowińskiego piątego dnia powstania na budynku dowództwa przy pl. Muranowskim wciąż znajdowała się flaga, a powstańcy bronili się strzelając z okien.
Niewiele wiadomo o losach oddziałów ŻZW w getcie centralnym po tym, jak straciły ze sobą łączność. 21 kwietnia oddział ŻZW walczył na ul. Franciszkańskiej i Miłej. Część oddziałów wycofała się tego dnia za mur getta, próbując przy pomocy polskiej organizacji „Miecz i Pług” wydostać się za Warszawę, do lasu w okolicach Otwocka. Zostali jednak przez MiP (organizację spenetrowaną przez agentów Gestapo) wydani Niemcom i zginęli w walce na drodze pod Otwockiem. Część oddziałów pozostała w getcie i walczyła dalej. 2 maja 1943 grupa ta wydostała się poza mur getta do mieszkania na ul. Grzybowskiej, gdzie również zostali okrążeni i zginęli.

### Relacja Władysława Zajdlera
Według relacji Władysława Zajdlera „Żarskiego”, 27 kwietnia w walkach na placu Muranowskim uczestniczył również 18-osobowy oddział „W” plutonu Korpusu Bezpieczeństwa (autonomicznej organizacji powiązanej z AK), dowodzony przez Henryka Iwańskiego „Bystrego” z KB, w skład którego wchodziła drużyna dowodzona przez Władysława Zajdlera „Żarskiego” oraz sekcja Lejewskiego „Garbarza”. Według relacji Zajdlera 27 kwietnia Polacy przedostali się tam tunelem do walczących, z uzupełnieniem broni, amunicji i żywności, ale wobec zupełnego wyczerpania powstańców zastąpili oni oddział ŻZW pod dowództwem Dawida Apfelbauma na kluczowej pozycji między ruinami w okolicy nieistniejącego już placu Muranowskiego a ulicą Nalewki (dzisiejsza ul. Bohaterów Getta), odpierając niemieckie i łotewskie ataki wsparte przez broń pancerną. Jak relacjonuje Żarski:
„26 kwietnia 1943 roku przez łącznika Żydowskiego Związku Wojskowego otrzymaliśmy meldunek, że dowódca odcinka Dawid Moryc Apfelbaum jest ranny i żąda pomocy w postaci broni i amunicji. Oddziały żydowskie odzyskały dostęp do ciągnącego się pod jezdnią i dochodzącego do piwnic domu poza murem getta przekopu przy placu Muranowskim 7... Komenda Główna KB poleciła zorganizować przejście naszej grupy bojowej na teren getta. Grupa miała włączyć się do walk, odeprzeć hitlerowców z pobliża przekopu oraz pomóc w przerzuceniu na stronę „aryjską” rannych kobiet i dzieci”. (...) Pod osłoną dwóch czołgów ruszyło natarcie piechoty SS. Granaty i kule walczących ramię w ramię bojowników polskich i żydowskich posypały się na hitlerowców. Atak odparto. Bojowcy zebrali zdobyczną broń”.
W ciężkich całodziennych walkach obronnych śmierć ponieść miało trzech podkomendnych Iwańskiego – jego brat oraz jego dwaj synowie, zginąć miało też dziesięciu Żydów, wśród nich Dawid Apfelbaum. Sam Iwański odniósł rany i, wraz z 30 innymi rannymi, został wyniesiony tunelem z powrotem przez swoich ocalałych żołnierzy. Jak podają niektóre opracowania, „wraz z ŻZW walczy w getcie tego dnia oddział Korpusu Bezpieczeństwa pod dowództwem kapitana Iwańskiego (…), który ponosi pewne straty (ginie m.in. syn Iwańskiego)”.
Henryk Iwański relacjonował również, że wraz z KB dostarczał przed akcją broń dla ŻZW: „Dostarczaliśmy (...) od roku 1940 do 1943 broń, amunicję i granaty (...) W marcu i kwietniu 1943 roku przed wybuchem powstania dostarczyliśmy do getta duże ilości broni maszynowej i ręcznej, amunicję kilkanaście skrzynek granatów „filipinek” (...) W toku powstania w getcie nasi ludzie, głównie strażacy – członkowie OW KB około 20 razy dostarczyli bojowcom żydowskim amunicję”. Relacje Iwańskiego potwierdził również łącznik pomiędzy ŻZW a OW-KB Tadeusz Bednarczyk „Bednarz”, który miał osobiście dostarczać broń Żydom.

#### Kontrowersje
Historycy nie są zgodni co do udziału Polaków z Korpusu Bezpieczeństwa w walkach na placu Muranowskim 27 kwietnia 1943 roku. Niektórzy historycy kwestionują prawdziwość relacji Władysława Zajdlera „Żarskiego”: Według Barbary Engelking i Jacka Leociaka relacja ta nie znajduje potwierdzenia w żadnych innych źródłach, a przy tym wiadomo, że oddziały ŻZW opuściły getto przed 27 kwietnia. O ile więc ta relacja jest prawdziwa, to – zdaniem tych historyków – Zajdler myli się co do daty albo miejsca walk.
Również zdaniem Dariusza Libionki i Laurence’a Weinbauma nie tylko Zajdler, ale również Iwański sfałszował relacje na temat swojego uczestnictwa w walkach w getcie w celu uzyskania przywilejów kombatanckich. Argumentują to tym, że relacja Zajdlera o bitwie pojawiła się dopiero w 1962, a we wcześniejszej, bardzo obszernej relacji, złożonej w 1948, Iwański nie wspomina o bitwie z 27 kwietnia, o śmierci członków swojej rodziny, ani o wspólnej walce z Zajdlerem. Libionka i Weinbaum – powołując się na inne nieścisłości (np. data powstania Korpusu Bezpieczeństwa to dopiero jesień 1943) – twierdzą, że relacje o wspólnej z ŻZW walce Iwańskiego i Zajdlera są nieprawdziwe. Autorzy ci kwestionują również fakt wywieszenia nad gettem dwóch flag – żydowskiej i polskiej. Ich zdaniem historia jest piękną legendą, nieznajdującą niestety potwierdzenia w poważnych źródłach historycznych. Kwestionują oni również istnienie Dawida Apfelbauma.

### Opis bitwy w raporcie Stroopa

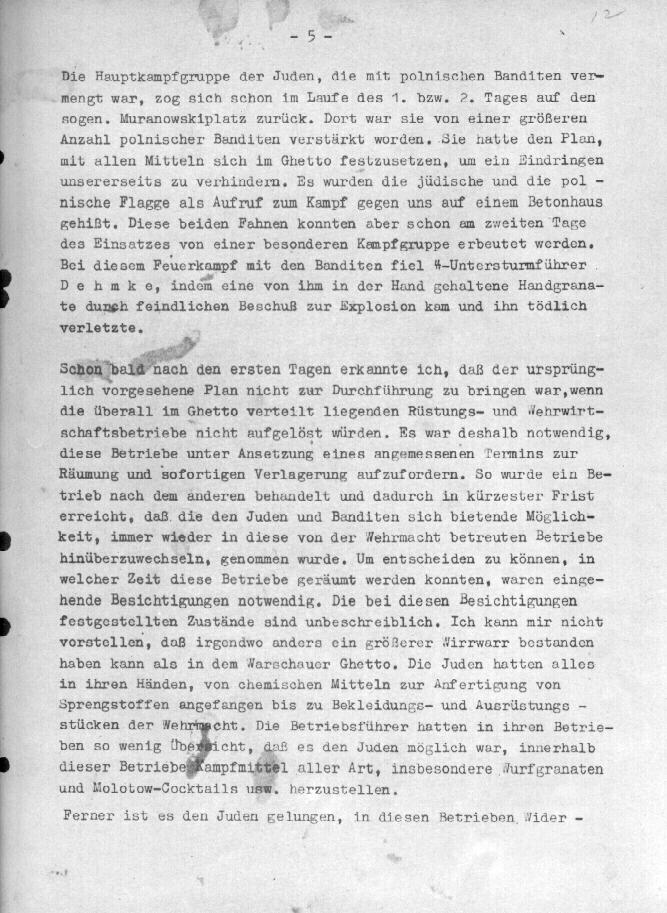
Piąta strona Raportu Stroopa z opisem bitwy na placu Muranowskim

Działania wojenne na placu Muranowskim relacjonowane są również w 75-stronicowym raporcie Jürgena Stroopa, generała SS i policji, który był dowódcą oddziałów niemieckich zwalczających powstanie. Według raportu: Główna grupa Żydów, wymieszana z polskimi bandytami, wycofała się na tak zwany Plac Muranowski już w pierwszym lub drugim dniu walk. Tam zostali dozbrojeni przez znaczną grupę polskich bandytów. Grupa ta postanowiła się ufortyfikować w każdy możliwy sposób aby powstrzymać nas od dalszej penetracji terenu getta. Na dachu betonowego budynku wznieśli dwie flagi żydowską oraz polską jako sygnał do walki przeciw nam. Te dwie flagi zostały zdobyte w drugim dniu akcji podczas rajdu specjalnej grupy bojowej. W walkach z bandytami poległ SS-Untersturmführer Dehmke. (Raport Stroopa, kwiecień 1943).
Pod datą 27 kwietnia w swoim raporcie Jürgen Stroop notuje informacje mogące częściowo potwierdzać relację Żarskiego. Opisuje on niemieckie walki przeciw licznej grupie żydowskich powstańców ulokowanych w budynkach przylegających do północno-wschodniej części getta, znajdujących się poza jego terenem na Muranowie. Stroop wysłał tam jednostki pod dowództwem Diehla na podstawie donosu, który wpłynął do niemieckiego dowództwa. Niemcy odkryli tam 120-osobową grupę „silnie uzbrojoną w pistolety, karabiny oraz lekkie karabiny maszynowe”, która stawiała opór. W bitwie, która się wywiązała, „24 bandytów zostało zabitych, a 52 aresztowano”. Walki przeciągnęły się do dnia następnego. Stroop notuje „(...) aresztowaliśmy 17 Polaków, pomiędzy nimi dwóch policjantów polskich, którzy powinni byli wiedzieć o istnieniu tej bandy. W operacji zdobyliśmy 3. karabiny, 12 pistoletów, częściowo o większym kalibrze, 100 polskich granatów, 27. niemieckich hełmów, całkiem sporą liczbę niemieckich mundurów i płaszczy, amunicję do karabinów maszynowych, 300. magazynków amunicji itd. Dowódca oddziału szturmowego miał trudne zadanie do spełnienia, gdyż wielu bandytów nosiło niemieckie mundury. Ale pomimo tego energicznie się z tym uporał. Pomiędzy bandytami, którzy zostali złapani lub zabici było trochę polskich terrorystów, których zidentyfikowaliśmy z całą pewnością. Dzisiaj z sukcesem odkryliśmy i zlikwidowaliśmy jednego z założycieli oraz przywódców żydowsko-polskiej organizacji wojskowej.”.

## Upamiętnienie
- Bitwę upamiętnia tablica MSI umieszczona na budynku przy ul. Muranowskiej 1.